# Jeanine Meerapfel
Jeanine Meerapfel, née le 14 juin 1943 à Buenos Aires (Argentine), est une réalisatrice, scénariste, journaliste et professeure d'université germano-argentine.
Elle est présidente de l'Académie des arts de Berlin depuis 2015.

## Filmographie

### Comme réalisatrice
- 1966 : Abstand
- 1967 : Regionalzeitung
- 1970 : Team Delphin
- 1970 : Am Ama am Amazonas
- 1981 : Im Land meiner Eltern
- 1981 : Malou
- 1984 : Solange es Europa noch gibt - Fragen an den Frieden
- 1985 : Die Kümmeltürkin geht
- 1987 : Die Verliebten
- 1988 : La amiga
- 1989 : 13 Minuten vor zwölf in Lima (TV)
- 1989 : Desembarcos
- 1990 : Im Glanze dieses Glückes
- 1994 : Amigomío
- 1998 : Zwickel auf Bizyckel
- 2001 : Annas Sommer
- 2008 : Mosconi - Oder wem gehört die Welt
- 2012 : El amigo alemán

## Récompenses et distinctions
- 1981 : Prix FIPRESCI du Festival de Cannes pour Malou
- 1985 : Deutscher Kritikerpreis